# Yarra Valley Classic 2021
Lo Yarra Valley Classic 2021 è stato un torneo professionistico di tennis giocato all'aperto sul cemento. È stata la prima edizione del torneo facente parte della categoria WTA 500 nell'ambito del WTA Tour 2021. Il torneo si è svolto a Melbourne Park in Australia, dal 31 gennaio al 7 febbraio 2021. È stato organizzato in concomitanza con il Gippsland Trophy, per sopperire alla mancanza di tornei dovute alle restrizioni del governo dell'isola, per le giocatrici che avrebbero dovuto disputare uno di questi tornei ma che non hanno potuto a causa dell'ulteriore periodo di quarantena è stato organizzato anche il Grampians Trophy.

## Partecipanti al singolare

### Teste di serie
| Nazionalità | Giocatrice               | Ranking* | Testa di serie |
| ----------- | ------------------------ | -------- | -------------- |
| Australia   | Ashleigh Barty           | 1        | 1              |
| Stati Uniti | Sofia Kenin              | 4        | 2              |
| Rep. Ceca   | Karolína Plíšková        | 6        | 3              |
| Rep. Ceca   | Petra Kvitová            | 9        | 4              |
| Stati Uniti | Serena Williams          | 11       | 5              |
| Spagna      | Garbiñe Muguruza         | 15       | 6              |
| Croazia     | Petra Martić             | 18       | 7              |
| Rep. Ceca   | Markéta Vondroušová      | 21       | 8              |
| Croazia     | Donna Vekić              | 32       | 9              |
| Cina        | Zhang Shuai              | 35       | 10             |
| Russia      | Anastasija Pavljučenkova | 39       | 11             |
| Francia     | Fiona Ferro              | 43       | 12             |
| Stati Uniti | Danielle Collins         | 46       | 13             |
| Argentina   | Nadia Podoroska          | 47       | 14             |
| Francia     | Kristina Mladenovic      | 50       | 15             |
| Rep. Ceca   | Marie Bouzková           | 52       | 16             |

* Ranking al 25 gennaio 2021.

### Altre partecipanti
Le seguenti giocatrici hanno ricevuto una wild card:
- Kimberly Birrell
- Lizette Cabrera
- Dar'ja Gavrilova
- Maddison Inglis

Le seguenti giocatrici sono entrate in tabellone come alternate:
- Caroline Dolehide
- Vera Lapko

Le seguenti giocatrici sono entrate in tabellone con il ranking protetto:
- Mona Barthel
- Cvetana Pironkova
- Jaroslava Švedova
- Zhu Lin
- Vera Zvonarëva

Le seguenti giocatrici sono state selezionate tra le qualificate per gli Australian Open:
- Clara Burel
- Elisabetta Cocciaretto
- Olga Danilović
- Francesca Jones
- Greet Minnen
- Cvetana Pironkova
- Ljudmila Samsonova
- Mayar Sherif

Le seguenti giocatrici sono state selezionate tra le possibili lucky loser degli Australian Open:
- Ysaline Bonaventure
- Ankita Raina
- Kamilla Rachimova

### Ritiri
Prima del torneo
- Kirsten Flipkens → sostituita da  Vera Lapko
- Zhang Shuai → sostituita da  Caroline Dolehide

Durante il torneo
- Camila Giorgi
- Serena Williams

## Partecipanti al doppio

### Teste di serie
| Nazione     | Giocatore        | Nazione     | Giovatore           | Ranking* | Testa di serie |
| ----------- | ---------------- | ----------- | ------------------- | -------- | -------------- |
| Ungheria    | Tímea Babos      | Francia     | Kristina Mladenovic | 7        | 1              |
| Stati Uniti | Nicole Melichar  | Paesi Bassi | Demi Schuurs        | 23       | 2              |
| Giappone    | Shūko Aoyama     | Giappone    | Ena Shibahara       | 38       | 3              |
| Cina        | Duan Yingying    | Cina        | Zheng Saisai        | 47       | 4              |
| Cile        | Alexa Guarachi   | Stati Uniti | Desirae Krawczyk    | 51       | 5              |
| Cina        | Xu Yifan         | Cina        | Yang Zhaoxuan       | 64       | 6              |
| Ucraina     | Ljudmyla Kičenok | Lettonia    | Jeļena Ostapenko    | 67       | 7              |
| Australia   | Ashleigh Barty   | Stati Uniti | Jennifer Brady      | 80       | 8              |

* Ranking aggiornato al 25 gennaio 2021.

### Altre partecipanti
Le seguenti coppie hanno ricevuto una wild card:
- Lizette Cabrera /  Maddison Inglis
- Jaimee Fourlis /  Charlotte Kempenaers-Pocz
- Olivia Gadecki /  Belinda Woolcock

Le seguenti coppie sono entrate in tabellone come alternate:
- Leylah Annie Fernandez /  Anastasija Potapova
- Danka Kovinić /  Jasmine Paolini
- Aleksandra Krunić /  Martina Trevisan

### Ritiri
Prima del torneo
- Tímea Babos /  Kristina Mladenovic → sostituite da  Leylah Annie Fernandez /  Anastasija Potapova
- Misaki Doi /  Nao Hibino → sostituite da  Aleksandra Krunić /  Martina Trevisan
- Anastasija Pavljučenkova /  Anastasija Sevastova → sostituite da  Danka Kovinić /  Jasmine Paolini

Durante il torneo
- Marta Kostjuk /  Aljaksandra Sasnovič
- Karolína Muchová /  Markéta Vondroušová

## Punti
| Evento    | V   | F   | SF  | QF  | 3T   | 2T | 1T |
| Singolare | 470 | 305 | 185 | 100 | 55   | 30 | 1  |
| Doppio    | 470 | 305 | 185 | 100 | N.D. | 55 | 1  |

## Montepremi
| Evento    | V       | F       | SF      | QF     | 3T     | 2T     | 1T     |
| Singolare | 50000 $ | 33520 $ | 18610 $ | 8770 $ | 5550 $ | 4250 $ | 3000 $ |
| Doppio    | 20890 $ | 13370 $ | 8350 $  | 4310 $ | N.D.   | 2670 $ | 2020 $ |

## Campionesse

### Singolare
Ashleigh Barty ha sconfitto in finale  Garbiñe Muguruza con il punteggio di 7–6(3), 6–4.
- È stato il nono titolo in carriera per Barty, primo della stagione.

### Doppio
Shūko Aoyama /  Ena Shibahara hanno sconfitto  Anna Kalinskaja /  Viktória Kužmová con il punteggio di 6–3, 6–4.